# Richard Dean Anderson
Richard Dean Anderson (født 23. januar 1950) er en amerikansk tv-skuespiller og producer, kendt for sine hovedroller i tv-serier som MacGyver og Stargate SG-1.